# Coppa dell'Imperatore 1982
La Coppa dell'Imperatore 1982 è stata la sessantaduesima edizione della coppa nazionale giapponese di calcio.

## Squadre partecipanti
Japan Soccer League
- Mitsubishi HI
- Hitachi
- Yanmar Diesel
- Fujita Kogyo
- Furukawa Electric
- Mazda
- Nissan Motors
- Nippon Kokan
- Yomiuri
- Honda Motor

Squadre regionali
- Daikyo Oil (Tokai)
- Fukuoka Daigaku (Kyūshū)
- Fujitsu (Kantō)
- Kokushikan Daigaku (Kantō)
- Kyoto Sangyo Dai. (Kansai)
- Matsushita Electric (Kansai)
- Morioka Zebra (Tohoku)
- Nihon Daigaku (Kantō)
- Nippon Steel (Kyūshū)
- Nissei Plastic Ind. (Koshinetsu)
- Osaka Shodai (Kansai)
- Sapporo University (Hokkaidō)
- Tanabe Pharma (Kansai)
- Teijin (Shikoku)
- Tokyo Nodai (Kantō)
- Toshiba (Kantō)
- Yamaguchi Teachers (Chūgoku)
- Yamaha Motors (Tokai)

## Date
| Turno            | Data             |                 |
| ---------------- | ---------------- | --------------- |
| Primo turno      | 18 dicembre 1982 |                 |
| Secondo turno    | 19 dicembre 1982 |                 |
| Quarti di finale | 26 dicembre 1982 |                 |
| Semifinali       | 30 dicembre 1982 |                 |
| Finale           | 1º gennaio 1983  | 1º gennaio 1983 |

## Risultati

### Primo turno
| Squadra 1           | Risultato                     | Squadra 2           |
| ------------------- | ----------------------------- | ------------------- |
| Tokyo Nodai         | 2 - 1                         | Nissei Plastic Ind. |
| Nissan Motors       | 2 - 1                         | Sapporo University  |
| Hitachi             | 3 - 1                         | Kokushikan Daigaku  |
| Fujitsu             | 4 - 3                         | Honda Motor         |
| Yamaha Motors       | 2 - 1                         | Toshiba             |
| Tanabe Pharma       | 2 - 1                         | Daikyo Oil          |
| Matsushita Electric | 2 - 0 (d.t.s.)                | Teijin              |
| Nippon Steel        | 4 - 0                         | Kyoto Sangyo Dai.   |
| Furukawa Electric   | 3 - 1                         | Fukuoka Daigaku     |
| Mazda               | 2 - 1 (d.t.s.)                | Osaka Shodai        |
| Yamaguchi Teachers  | 0 - 2                         | Nippon Kokan        |
| Nihon Daigaku       | 1 - 1 (d.t.s.) 2 - 1 (d.c.r.) | Morioka Zebra       |

### Secondo turno
| Squadra 1         | Risultato      | Squadra 2           |
| ----------------- | -------------- | ------------------- |
| Yomiuri           | 2 - 1 (d.t.s.) | Tokyo Nodai         |
| Hitachi           | 3 - 1          | Nissan Motors       |
| Yamaha Motors     | 1 - 0          | Fujitsu             |
| Tanabe Pharma     | 0 - 2          | Mitsubishi HI       |
| Yanmar Diesel     | 4 - 2          | Matsushita Electric |
| Furukawa Electric | 3 - 0          | Nippon Steel        |
| Mazda             | 2 - 1          | Nippon Kokan        |
| Fujita Kogyo      | 6 - 2          | Nihon Daigaku       |

### Quarti di finale
| Squadra 1     | Risultato                     | Squadra 2         |
| ------------- | ----------------------------- | ----------------- |
| Yomiuri       | 1 - 0 (d.t.s.)                | Hitachi           |
| Yamaha Motors | 1 - 0                         | Mitsubishi HI     |
| Yanmar Diesel | 0 - 0 (d.t.s.) 3 - 2 (d.c.r.) | Furukawa Electric |
| Fujita Kogyo  | 3 - 0                         | Mazda             |

### Semifinale
| Squadra 1     | Risultato | Squadra 2     |
| ------------- | --------- | ------------- |
| Yamaha Motors | 2 - 0     | Yomiuri       |
| Fujita Kogyo  | 1 - 0     | Yanmar Diesel |

### Finale
| Tokyo 1º gennaio 1983 | Yamaha Motors | 1 – 0 (d.t.s.) | Fujita Kogyo | National Stadium |